# Sympolymnia
Genre
Sympolymnia est un genre d'araignées aranéomorphes de la famille des Salticidae.

## Distribution
Les espèces de ce genre se rencontrent en Amérique.

## Liste des espèces
Selon World Spider Catalog (version 21.5, 25/11/2020) :
- Sympolymnia cutleri Perger & Rubio, 2020
- Sympolymnia edwardsi (Cutler, 1985)
- Sympolymnia lauretta (Peckham & Peckham, 1892)
- Sympolymnia lucasi (Taczanowski, 1871)
- Sympolymnia shinahota Perger & Rubio, 2020

## Publication originale
- Perger & Rubio, 2020 : « Sympolymnia, a new genus of Neotropical ant-like spider, with description of two new species and indirect evidence for transformational mimicry (Araneae, Salticidae, Simonellini). » Zoosystematics and Evolution, vol. 96, no 2, p. 781-795.